# Fondo de Garantía Agraria
El Fondo de Garantía Agraría, oficialmente Fondo Español de Garantía Agraria (FEGA), es un organismo público español, adscrito al Ministerio de Agricultura, Pesca y Alimentación, que tiene como misión principal hacer que los fondos provenientes del Fondo Europeo Agrícola de Garantía Agraria (FEAGA) y del Fondo Europeo Agrícola de Desarrollo Rural (FEADER) de la Política Agrícola Común (PAC) asignados a España, se apliquen estrictamente a lograr los objetivos de esta política.
Igualmente se encarga de que lleguen de manera eficaz a los beneficiarios que cumplen con los requisitos establecidos para su concesión, fomenta la aplicación homogénea de las ayudas de la PAC en todo el territorio del Estado, evitando el fraude y minimizando los riesgos de correcciones financieras derivados de una gestión incorrecta de dichos Fondos. Asimismo, en lo que se refiere a los fondos Fondo de Ayuda Europea a las personas Más desfavorecidas (FEAD) y Fondo Europeo Marítimo y de Pesca (FEMP), se encarga de su correcta aplicación y gestión en el caso del FEAD y, en el caso del FEMP, la certificación de que la gestión del fondo se ha realizado de acuerdo a la normativa comunitaria y nacional.

## Historia
El FEGA se crea en 1995 a partir de la fusión del Fondo de Ordenación y Regulación de Producciones y Precios Agrarios (FORPPA) y del Servicio Nacional de Productos Agrarios (SENPA). como responsable de toda la gestión de ayudas y pagos correspondientes a la aplicación de la Política Agrícola Común (PAC). El contexto en el que se creó fue una época en la que las competencias entre administraciones variaron enormemente, pues se juntó la transferencia estatal de competencias a las comunidades autónomas, lo que mermó competencialmente a muchos organismos estatales, con un proceso de adaptación a las competencias ya transferidas a la Unión Europea.
Originalmente se creó como un organismo autónomo de carácter comercial y financiero, hasta que en 1998 se adaptó a la categoría única de organismo autónomo. Ese mismo año se ampliaron sus competencias ya no solo de coordinación, sino como un órgano pagador y como autoridad nacional encargada de los controles europeos en su ámbito de trabajo.

## Funciones
Reguladas como en el Estatuto del Fondo del año 2024, son las siguientes:
- Actuar como interlocutor único ante la Comisión Europea y otras instituciones de la Unión Europea para aquellas cuestiones relativas a la financiación, gestión y seguimiento de la política agrícola común.
- La coordinación financiera del sistema de prefinanciación nacional de los gastos de los Fondos Europeos Agrícolas y del proceso de liquidación de cuentas de los mismos.
- Las derivadas de su condición de organismo encargado de las actuaciones que se establecen en la normativa de la Unión Europea relativas a la obligación de publicar información sobre quienes perciban fondos procedentes del FEAGA y del FEADER.
- La recopilación y transmisión a la Comisión Europea y al Tribunal de Cuentas Europeo de la información que debe ponerse a su disposición.
- Las derivadas de su condición de autoridad nacional encargada de fomentar y, cuando sea posible, garantizar, la aplicación armonizada de la legislación de la Unión Europea y de los actos delegados a que se refiere el artículo 10.1.d) del Reglamento (UE) 2021/2116, del Parlamento Europeo y del Consejo, de 2 de diciembre de 2021, y, especialmente, de los Sistemas de Control y Sanciones regulados en su título IV.
- El inicio y la instrucción de los procedimientos para la determinación y repercusión de las responsabilidades por incumplimiento del Derecho de la Unión Europea en el ámbito de los fondos europeos agrícolas.
- Participar en la elaboración de la normativa estatal básica y de ejecución que afecte al ejercicio de sus funciones y formular propuestas, informes y dictámenes en relación con los fines y funciones del organismo, por propia iniciativa o a petición de otros organismos.
- De forma general, desempeñar las funciones atribuidas al FEGA en la normativa de aplicación en cada caso, en particular en materia de PAC y el sistema de información de explotaciones agrícolas y ganaderas y de la producción agraria.
- Elaborar el informe anual de actividad del FEGA.
- Realizar estudios e informes en materia de su competencia, así como la difusión de los mismos.
- Actualizar la información sobre los datos abiertos de este organismo.
- Las derivadas de su condición de organismo pagador de ámbito nacional de los Fondos Europeos Agrícolas para las medidas en las que la Administración General del Estado tenga la competencia de gestión, control, resolución y pago.
- Las compras de intervención bajo la forma de almacenamiento público.
- La auditoría interna de las actuaciones competencia del organismo.
- El seguimiento de las ayudas previstas en el Programa de Opciones Específicas por la Lejanía y la Insularidad (POSEI) de las Islas Canarias.
- Las competencias de gestión interna que le sean propias como organismo autónomo.

## Organigrama

### Consejo Rector
Creado en la reforma del año 2024, el Consejo Rector es el órgano colegiado de gobierno del Organismo y órgano asistente de la persona que ostente la Presidencia del FEGA, O.A., constituido, además de por éste, por las personas titulares de las direcciones generales dependientes de la Secretaría General de Recursos Agrarios y Seguridad Alimentaria del Ministerio de Agricultura, Pesca y Alimentación, como vocales.

### Presidencia
La Presidencia del Fondo es la cabeza del Organismo. Su titular tiene rango de director general y es nombrado por el Consejo de Ministros a propuesta del ministro de Agricultura. De la presidencia dependen el resto de órganos:
- La Secretaría General.
- La Subdirección General Económico-Financiera.
- La Subdirección General de Regulación de Mercados.
- La Subdirección General de Ayudas Directas.
- La Subdirección General de Sectores Especiales.
- La Subdirección General de Fondos Agrícolas.

## Presupuesto
Para el año 2024, el Fondo de Garantía Agraria, tiene una dotación de 7 468 720 280 €.
De acuerdo con los Presupuestos Generales del Estado para el año 2023, prorrogados para el año 2024, el FEGA participa en cinco programas:
| Nº Programa                                     | Programa                                                                      | Dotación        | Ref.   |
| ----------------------------------------------- | ----------------------------------------------------------------------------- | --------------- | ------ |
| 231F                                            | Otros servicios sociales del Estado                                           | 101 650 340 €   | [ 8 ]  |
| 412M                                            | Regulación de los mercados agrarios                                           | 5 747 582 930 € | [ 9 ]  |
| 414B                                            | Desarrollo del medio rural                                                    | 1 593 307 290 € | [ 10 ] |
| 41KB                                            | Proyectos tractores de digitalización de la Administración General del Estado | 10 000 000 €    | [ 11 ] |
| 000X                                            | Transferencias internas                                                       | 16 179 720 €    | [ 12 ] |
| Total presupuesto del Fondo de Garantía Agraria | Total presupuesto del Fondo de Garantía Agraria                               | 7 468 720 280 € |        |

### Evolución
| Década 1990 | Década 1990     | Década 1990 | Década 1990 | Década 2000 | Década 2000     | Década 2000 | Década 2000 | Década 2010 | Década 2010     | Década 2010 | Década 2010 | Década 2020 | Década 2020     | Década 2020 | Década 2020 |
| Año         | Presupuesto     | Variación   | Ref.        | Año         | Presupuesto     | Variación   | Ref.        | Año         | Presupuesto     | Variación   | Ref.        | Año         | Presupuesto     | Variación   | Ref.        |
| ----------- | --------------- | ----------- | ----------- | ----------- | --------------- | ----------- | ----------- | ----------- | --------------- | ----------- | ----------- | ----------- | --------------- | ----------- | ----------- |
| 1996*       | 6.448.507.423 € | -           | [ 13 ]      | 2001        | 6.418.346.255 € | 7,33 %      | [ 14 ]      | 2011        | 7.564.360.720 € | 2,38 %      | [ 15 ]      | 2021        | 7.328.926.820 € | 5,05 %      | [ 16 ]      |
| 1997        | 5.477.053.346 € | 15,06 %     | [ 17 ]      | 2002        | 6.670.654.510 € | 3,93 %      | [ 18 ]      | 2012        | 7.508.859.490 € | 0,73 %      | [ 19 ]      | 2022        | 7.596.376.820 € | 3,65 %      | [ 20 ]      |
| 1998        | 5.639.484.614 € | 2,97 %      | [ 21 ]      | 2003        | 6.873.246.890 € | 3,04 %      | [ 22 ]      | 2013        | 6.980.412.700 € | 7,04 %      | [ 23 ]      | 2023        | 7.468.720.280 € | 1,68 %      | [ 24 ]      |
| 1999        | 5.682.454.792 € | 0,76 %      | [ 25 ]      | 2004        | 6.870.621.280 € | 0,04 %      | [ 26 ]      | 2014        | 7.106.639.370 € | 1,81 %      | [ 27 ]      | 2024        | 7.468.720.280 € | 0 %         | [ 24 ]      |
| 2000        | 5.979.837.534 € | 5,24 %      | [ 28 ]      | 2005        | 6.972.823.740 € | 1,49 %      | [ 29 ]      | 2015        | 8.058.332.160 € | 13,39 %     | [ 30 ]      |             |                 |             |             |
|             |                 |             |             | 2006        | 7.024.599,490 € | 0,74 %      | [ 31 ]      | 2016        | 6.794.266.530 € | 15,69 %     | [ 32 ]      |             |                 |             |             |
|             |                 |             |             | 2007        | 6.929.345.250 € | 1,36 %      | [ 33 ]      | 2017        | 6.872.631.770 € | 1,15 %      | [ 34 ]      |             |                 |             |             |
|             |                 |             |             | 2008        | 7.219.923.050 € | 4,19 %      | [ 35 ]      | 2018        | 6.976.585.840 € | 1,51 %      | [ 36 ]      |             |                 |             |             |
|             |                 |             |             | 2009        | 7.267.048.640 € | 0,65 %      | [ 37 ]      | 2019        | 6.976.585.840 € | 0 %         | [ 36 ]      |             |                 |             |             |
|             |                 |             |             | 2010        | 7.748.579.690 € | 6,63 %      | [ 38 ]      | 2020        | 6.976.585.840 € | 0 %         | [ 36 ]      |             |                 |             |             |

- El presupuesto de los años 1996 a 2001 es una conversión de pesetas a euros (1 euro = 166,3860 pesetas).
- (*) El presupuesto para el año 1996 es una aproximación de la suma de los presupuestos del Fondo de Ordenación y Regulación de Producciones y Precios Agrarios (FORPPA) y del Servicio Nacional de Productos Agrarios (SENPA) para el año 1995, que fueron prorrogados.

## Titulares
Entre 1995 y 1998, el máximo responsable del FEGA era el director general, mientras que desde 1998 se le llamó presidente, si bien mantenía el mismo rango.

### Directores generales
- José Luis Sáenz García-Baquero (30 de diciembre de 1995-1 de junio de 1996)
- Antonio Rodríguez de Borbolla Vázquez (1 de junio de 1996-12 de julio de 1997)
- Nicolás López de Coca Fernández-Valencia (27 de septiembre de 1997-18 de julio de 1998)

### Presidentes
- Nicolás López de Coca Fernández-Valencia (18 de julio de 1998-24 de abril de 1999)
- Elena de Mingo Bolde (22 de mayo de 1999-7 de febrero de 2004)
- Francisco Mombiela Muruzábal (1 de mayo de 2004-4 de febrero de 2006)
- Fernando Miranda Sotillos (4 de febrero de 2006-6 de mayo de 2014)
- Ignacio Sánchez Esteban (10 de mayo de 2014-17 de diciembre de 2016)
- Miguel Ángel Riesgo Pablo (17 de diciembre de 2016-31 de agosto de 2022)
- María José Hernández Mendoza (1 de septiembre de 2022-30 de julio de 2025)[39]
- Silvia Capdevila Montes (30 de julio de 2025-presente)[40]